# Temple protestant d'Aix-les-Bains
Le temple protestant d'Aix-les-Bains est un édifice religieux situé  1 rue Victor-Hugo à Aix-les-Bains, en Savoie. La paroisse est membre de l'Église protestante unie de France.

## Histoire
A la Renaissance, au début du XVIe siècle, la Savoie est un carrefour alpin entre Genève - « Rome du protestantisme » depuis l'installation du réformateur Jean Calvin - les vallées vaudoises du Piémont - et les fidèles de l'Église vaudoise - et le Royaume de France. Les idées modernes de la Réforme protestante se diffuse dans la région, avant d'êtres réprimées par les ducs Emmanuel-Philibert de Savoie (1528-1580) et Charles-Emmanuel Ier.
Persécutés, les protestants fuient vers la Suisse, grand pays du Refuge protestant. Aujourd'hui, leur exode est commémoré par un itinéraire culturel du Conseil de l'Europe passant par Aix-les-Bains,.
Au XIXe siècle, Aix-les-Bains devient une station thermale renommée, fréquentée par des protestants étrangers. Ils établissent un premier lieu de culte en 1852, avec l’Église anglicane de Saint-Swithun, fréquentée par la reine Victoria.
En 1860, par le traité de Turin, le duché de Savoie est réuni à la France de Napoléon III. En 1869, l’Église réformée de Savoie achète un immeuble dans la commune voisine de Chambéry qui est transformé en chapelle et école, avec un pasteur, André Fournier.
En 1875 est fondé un asile protestant à proximité des thermes nationaux d'Aix-les-Bains par le pasteur André Fournier, pour accueillir les personnes malades. Financé par des dons venus de Suisse et d’Écosse, un nouveau bâtiment est inauguré en 1878,,. De 1885 à 1927, le pasteur C. Boyer exerce son ministère dans l’Église d'Aix.
En 1932, un nouveau bâtiment est construit en style art déco, en s'inspirant des chalets suisses par l'architecte André Farde. Il est nommé « L'Estal », ce qui signifie maison d'accueil, auberge en savoyard. Sur le porche est gravé « • Aimez-vous les-uns les-autres • », citation extraite de l'Évangile selon Jean. Un clocheton avec une croix nimbée s'élève au-dessus de la toiture. A l'intérieur, une plaque de marbre fait mémoire de 28 paroissiens morts pour la France.
En 1986, l’Église de Chambéry-Aix et l'Eglise des Vallées fusionnent pour former l’Église réformée de Savoie. En 2017, le bâtiment dans lequel est intégré le temple est revendu par la municipalité à un promoteur immobilier pour le lotir, mais les protestants conservent l'usage de la salle de culte,.